# Хрюкин, Сергей Кузьмич
Сергей Кузьмич Хрюкин (8 апреля 1915 — 19 декабря 1970) — командир эскадрильи 173-го гвардейского штурмового авиационного полка (11-й гвардейской штурмовой авиационной дивизии, 16-й воздушной армии, 1-го Белорусского фронта), гвардии капитан. Герой Советского Союза.

## Биография
Родился 8 апреля 1915 года в селе Канищево теперешней Рязанской области (ныне район города Рязани). В Красной армии с 1940 года. Участник Великой Отечественной войны с июня 1941 года. Воевал на Южном, Юго-Западном, Центральном, Белорусском фронтах. Участвовал в штурме Берлина.
К 23 сентября 1944 года совершил 139 успешных боевых вылетов. К концу войны число успешных боевых вылетов превысило 160.
Указом Президиума Верховного Совета СССР от 23 февраля 1945 года за мужество и героизм, проявленные при нанесении штурмовых ударов по вражеским войскам и стратегическим объектам, Хрюкину Сергею Кузьмичу присвоено звание Героя Советского Союза с вручением ордена Ленина и медали «Золотая Звезда».
С 1955 года в звании майора в запасе. Жил в Рязани. Умер 19 декабря 1970 года, похоронен на Канищевском кладбище г. Рязани. Его именем названа улица г. Рязани. Мемориальные доски установлены на доме где он родился и школе где учился.
Награждён орденом Ленина, тремя орденами Красного Знамени, орденами Александра Невского, Красной Звезды, медалями.